# 西川周作
西川 周作（にしかわ しゅうさく、1986年6月18日 - ）は、大分県宇佐市出身のプロサッカー選手。Jリーグ・浦和レッズ所属。ポジションはゴールキーパー（GK）。元日本代表。既婚。
J1リーグ歴代通算出場試合数ランキング2位。

## 経歴
小学校3年生時にサッカーを始め、4年生時に練習試合で当時所属した少年団の正ゴールキーパーが欠場した際、監督に代わりとして指名されたことをきっかけにゴールキーパーでのプレーを始めた。中学卒業時まで出身地の宇佐市で過ごし、高校進学時に当時の大分トリニータU-18の監督であった皇甫官と同GKコーチであった吉坂圭介に誘われ、大分U-18に入団。練習場（大分スポーツクラブ）のある大分市は宇佐市からは距離があるため、大分市内にある大分東明高等学校に進学し寮生活を送った。高校3年次の2004年にはトップチームに2種登録選手として選手登録され、リーグ戦1試合でベンチ入りした。

### 大分トリニータ
2005年からは大分トリニータのトップチームに昇格。当初は岡中勇人と江角浩司の控えだったが、ワールドユースから帰国直後の7月2日、横浜F・マリノス戦で初先発を果たすと、以降1試合を除いて全試合に出場。高卒1年目から正GKの座を奪取した。
2006年、前年引退した岡中より背番号1を引き継いだ。開幕時よりスタメン出場を続けていたが、11月18日のヴァンフォーレ甲府戦で、左ひざ靭帯損傷で全治3ヶ月の重傷を負い、残りのシーズンを棒に振る。翌2007年3月10日のジュビロ磐田戦で復帰したが、その後も細かい負傷での離脱やベテランの下川誠吾の存在もあり、リーグ戦ではキャリア最少の11試合出場に留まった。
2008年7月20日の磐田戦の後半44分にボールをグラウンドに叩きつけて審判の判定に異議を示したことでイエローカードを受けたが、同日、自身のブログにて「わざとイエローカードをもらいました」と、五輪代表で不在となる翌節に累積警告を消化する意図で故意に反則を犯したことを示唆する文章を公開した。公開直後から批判が殺到し、20分後には問題個所が削除された。翌日ブログで謝罪し、クラブから厳重注意とブログの無期限禁止の処分を受けた。五輪後の9月13日に行われた浦和レッズ戦で負傷し以後全試合を欠場した。
2009年はレギュラー定着後初めて怪我なくシーズンを過ごし、自身初のリーグ全試合フル出場も達成した。しかし、この年の大分は14連敗を喫するなど大不振に陥り、西川の奮戦も実らずJ2降格が決定。更にシーズン終盤には、巨額の債務超過をはじめとする深刻な経営危機が発覚し、西川をはじめとする主力選手を引き留めることは財政面で不可能となった。同年オフ、いくつかのオファーの中から、サンフレッチェ広島へ移籍金7000万円で完全移籍。背番号はルーキー時代以来となる「21」に決まった。

### サンフレッチェ広島
2010年は広島でレギュラーとして自身2年連続となるリーグ戦全試合に出場。
下田崇の引退により、2011年から再び背番号「1」をつけることになった。
2012年は4年連続となるリーグ戦全試合出場を果たし広島のリーグ優勝に大きく貢献した。同年、自身初のJリーグベストイレブンに選出された。
2013年はリーグ戦33試合に出場し、リーグ最少の29失点とクラブの連覇に大きく貢献した。天皇杯準決勝のFC東京とのPK戦では両チーム3人蹴り終わり1-3と絶体絶命の中、連続で相手のPKをセーブし、自身もPKを決めて大逆転でチームを決勝へと導いた。しかし、決勝でチームは敗れた。

### 浦和レッズ
2014年、浦和レッズへ完全移籍。背番号は2010年以来となる「21」に決まった。入団後はすぐに正GKの座を確保すると、7月にはJリーグ記録を塗り替える7試合連続無失点を達成し、前年まで不安定だった浦和の守備を立て直す原動力となった。同月、J1の月間MVPに選ばれた。また、GKのJ1年間完封試合数の記録を16に更新した 。同年12月9日、初のJリーグフェアプレー個人賞、3年連続のJリーグベストイレブンに選ばれた。なお、同年に公開されたドキュメンタリー映画の『We are REDS! THE MOVIE』の最初のシーンで引っ越したばかりの浦和の街を歩く西川の姿が登場している。
2015年から背番号「1」をつけることになった。
2016年、AFCチャンピオンズリーグ決勝トーナメント1回戦のFCソウル戦にて、ソウルでの2ndレグは、遠藤航のミスで失点を喫して以降は90分決着で1-1。延長戦でも相手の攻撃を止められずに最後は高余韓のミドルシュートも手に当てながらセーブしきれずに3失点。延長戦でも3-3と決着がつかず、PK戦に突入。浦和が阿部勇樹、遠藤、ズラタン、森脇良太と全員成功したのに対し、FCソウルは1人外して4-3。5人目が決めれば準々決勝進出に繋がる場面で「4人目でも5人目でも大丈夫だ」とキッカーを務めたものの、失敗した。8月6日、2ndステージ第7節の湘南ベルマーレ戦の前半8分に約70メートルのロングキックを関根貴大めがけて蹴り、これを関根がヘディングでゴールネットに押し込みリーグ戦で自身初のアシストを記録した。続く8月13日、第8節の名古屋グランパス戦でも後半87分にズラタンにほぼ同じ形で合わせ、ゴールキーパーとしてはJリーグ初となる2試合連続アシストを記録した。Jリーグアウォーズではベストイレブンに選出された。
2018年4月28日、第11節・湘南ベルマーレ戦で、史上21人目となるJ1通算400試合出場を達成。
2019年10月29日、第31節・サンフレッチェ広島戦で、J1史上2人目となる200試合連続フル出場を果たした。
2020年シーズンは柏木陽介からキャプテンを引き継いだ。
2021年シーズンは阿部勇樹がキャプテンとなり、自身は副キャプテンとなった。4月18日の第10節・セレッソ大阪戦で史上最年少でのJ1通算500試合出場を達成した。しかし、第12節・アビスパ福岡戦で自身のキャッチミスから失点しチームは0-2で敗北。その後は若手の鈴木彩艶にポジションを奪われたが、鈴木が東京五輪で不在中に再びポジションを奪い返しレギュラーに再定着した。
阿部が引退した2022年シーズンは、2年ぶりにキャプテンを務めた。3月6日の第3節・湘南ベルマーレ戦を無失点に抑えて勝利に貢献し、J1通算無失点試合数を163に伸ばしたことで楢﨑正剛と並び歴代2位タイとなった。7月10日の第21節・名古屋グランパス戦で完封し、J1最多記録となる出場試合通算170試合の無失点を達成した。
2023年シーズンはリーグ戦全試合にフル出場。J1最小失点に抑える活躍をし、7年ぶり6度目の年間ベストイレブン受賞を果たした。
2024年シーズンは5月6日の第12節・横浜F・マリノス戦でJリーグ史上3人目、浦和レッズ所属選手としては初となるJ1リーグ通算600試合出場を達成した。8月、チームキャプテンの伊藤敦樹の海外移籍により、2022シーズン以来2シーズンぶりのキャプテンに就任した。
2025シーズン、副キャプテンに就任した。3月8日、第5節ファジアーノ岡山戦で完封し、前人未到のJ1通算200試合完封を達成した。4月2日、第8節清水エスパルス戦に出場し、楢崎正剛を抜いてJ1通算出場試合数単独2位となった。

### 代表
2003年にはU-18日本代表に初選出され、松井謙弥、山本海人らとのポジション争い を制して年代別代表の正GKに定着。2005年6月にオランダで開催されたワールドユースでは、全4試合に先発出場した。
2006年8月31日のアジアカップ最終予選サウジアラビア戦（9月3日）、イエメン戦（9月6日）のメンバーとしてA代表に初選出。初出場は叶わなかった。
2008年の北京オリンピック代表に選出されたが、成績は3戦全敗でグループリーグ敗退に終わった。
2009年10月8日のアジアカップ最終予選・香港戦にフル出場し、初選出から3年越しの代表デビューを果たした。
2010 FIFAワールドカップでは怪我などで長い間代表に招集されていなかった川口能活が本大会メンバーに選出された煽りを受ける形で本大会メンバーから落選した。W杯後に岡田武史が退任し、アルベルト・ザッケローニの就任後は再びコンスタントに代表に招集され、10月8日のアルゼンチン戦では川島永嗣の負傷により85分から途中出場した。
AFCアジアカップ2011ではグループリーグ第2戦のシリア戦で、川島永嗣が退場処分を受けたため途中出場。最初のプレーとなったPKで代表4試合目にして初失点を喫したが、その後は無失点に抑え勝利に貢献した。
2014年5月12日には、2014 FIFAワールドカップの本大会メンバーに選出された。しかし、本大会での出場機会はなくチームもグループリーグで敗退した。
2015年11月17日に行われた2018 FIFAワールドカップのアジア2次予選のカンボジア戦でワールドカップ予選のゴールキーパー連続試合無失点記録を5に伸ばし、松永成立と川口能活の持つ最多記録に並ぶ。翌年3月29日に行われた2018 FIFAワールドカップのアジア2次予選のシリア戦ではワールドカップ予選のゴールキーパー連続試合無失点記録を6に伸ばした。
ヴァイッド・ハリルホジッチが監督に就いてからは、川島永嗣が無所属状態で招集されなかったこともあり正ゴールキーパーに定着。最終予選の折り返し地点である5節サウジアラビア戦まで出場していたが、その後は浦和が低迷していた他、川島が復帰したこともあって出番を失う。ハリルホジッチが解任された後も川島、東口順昭、中村航輔に次ぐ位置とされ、ワールドカップ本戦にも選ばれることはなかった。
2021年、4年ぶりに代表復帰を果たした。

## プレースタイル・評価
セービングの能力だけではなく、左足で蹴る低い弾道のパントキックの精度の高さが評価されている。ボールをキャッチしてから素早く繰り出すパントキックで一気にビッグチャンスへと結びつけ、アシストを記録したこともある。パントキックのプレー映像はスポーツ番組や各メディアの公式動画サイトで度々特集を組まれている。2022年、浦和レッズにスペイン人GKコーチのジョアン・ミレッが就任。ミレッは西川に「今までやってきたことをリセットしてくれ。（中略）これから自分が伝えていくことをイチから吸収していってもらえたら、今よりもっといいGKになれる。」と伝え、西川は衝撃を受けたが、プロになってから教わることがなかった細かな指導により、「ひとつひとつのプレーに対して解決方法を教えてくれるので、プレーするうえで精神的にも余裕が持てるようになりました。」と語る。

## 所属クラブ
- 宇佐市立四日市南小学校
- 1999年 - 2001年 宇佐FC Jrユース（宇佐市立駅川中学校）
- 2002年 - 2004年 大分トリニータU-18（大分東明高校）
  - 2004年 大分トリニータ（2種登録選手）
- 2005年 - 2009年  大分トリニータ
- 2010年 - 2013年  サンフレッチェ広島
- 2014年 -  浦和レッズ

## 個人成績
| 国内大会個人成績 | 国内大会個人成績 | 国内大会個人成績 | 国内大会個人成績 | 国内大会個人成績 | 国内大会個人成績 | 国内大会個人成績 | 国内大会個人成績 | 国内大会個人成績 | 国内大会個人成績 | 国内大会個人成績 | 国内大会個人成績 |
| 年度             | クラブ           | 背番号           | リーグ           | リーグ戦         | リーグ戦         | リーグ杯         | リーグ杯         | オープン杯       | オープン杯       | 期間通算         | 期間通算         |
| 年度             | クラブ           | 背番号           | リーグ           | 出場             | 得点             | 出場             | 得点             | 出場             | 得点             | 出場             | 得点             |
| 日本             | 日本             | 日本             | 日本             | リーグ戦         | リーグ戦         | リーグ杯         | リーグ杯         | 天皇杯           | 天皇杯           | 期間通算         | 期間通算         |
| ---------------- | ---------------- | ---------------- | ---------------- | ---------------- | ---------------- | ---------------- | ---------------- | ---------------- | ---------------- | ---------------- | ---------------- |
| 2005             | 大分             | 21               | J1               | 21               | 0                | 1                | 0                | 2                | 0                | 24               | 0                |
| 2006             | 大分             | 1                | J1               | 30               | 0                | 5                | 0                | 1                | 0                | 36               | 0                |
| 2007             | 大分             | 1                | J1               | 11               | 0                | 2                | 0                | 2                | 0                | 15               | 0                |
| 2008             | 大分             | 1                | J1               | 22               | 0                | 5                | 0                | 0                | 0                | 27               | 0                |
| 2009             | 大分             | 1                | J1               | 34               | 0                | 3                | 0                | 1                | 0                | 38               | 0                |
| 2010             | 広島             | 21               | J1               | 34               | 0                | 4                | 0                | 1                | 0                | 39               | 0                |
| 2011             | 広島             | 1                | J1               | 34               | 0                | 1                | 0                | 0                | 0                | 35               | 0                |
| 2012             | 広島             | 1                | J1               | 34               | 0                | 4                | 0                | 0                | 0                | 38               | 0                |
| 2013             | 広島             | 1                | J1               | 33               | 0                | 1                | 0                | 3                | 0                | 37               | 0                |
| 2014             | 浦和             | 21               | J1               | 34               | 0                | 2                | 0                | 2                | 0                | 38               | 0                |
| 2015             | 浦和             | 1                | J1               | 34               | 0                | 0                | 0                | 3                | 0                | 37               | 0                |
| 2016             | 浦和             | 1                | J1               | 34               | 0                | 1                | 0                | 0                | 0                | 35               | 0                |
| 2017             | 浦和             | 1                | J1               | 34               | 0                | 2                | 0                | 0                | 0                | 36               | 0                |
| 2018             | 浦和             | 1                | J1               | 34               | 0                | 5                | 0                | 6                | 0                | 45               | 0                |
| 2019             | 浦和             | 1                | J1               | 33               | 0                | 2                | 0                | 2                | 0                | 37               | 0                |
| 2020             | 浦和             | 1                | J1               | 34               | 0                | 1                | 0                | -                | -                | 35               | 0                |
| 2021             | 浦和             | 1                | J1               | 32               | 0                | 3                | 0                | 6                | 0                | 41               | 0                |
| 2022             | 浦和             | 1                | J1               | 32               | 0                | 2                | 0                | 2                | 0                | 36               | 0                |
| 2023             | 浦和             | 1                | J1               | 34               | 0                | 4                | 0                | 1                | 0                | 39               | 0                |
| 2024             | 浦和             | 1                | J1               | 36               | 0                | 0                | 0                | -                | -                | 36               | 0                |
| 2025             | 浦和             | 1                | J1               |                  |                  |                  |                  |                  |                  |                  |                  |
| 通算             | 日本             | 日本             | J1               | 624              | 0                | 48               | 0                | 32               | 0                | 704              | 0                |
| 総通算           | 総通算           | 総通算           | 総通算           | 624              | 0                | 48               | 0                | 32               | 0                | 704              | 0                |

※2種登録時代は試合出場無し
出場歴
- Jリーグ初出場 - 2005年7月2日 J1第13節 横浜F・マリノス戦（大分スポーツ公園総合競技場）

その他の公式戦
- 2013年
  - スーパーカップ 1試合0得点
- 2015年
  - スーパーカップ 1試合0得点
  - Jリーグチャンピオンシップ 1試合0得点
- 2016年
  - Jリーグチャンピオンシップ 2試合0得点
- 2017年
  - スーパーカップ 1試合0得点
- 2019年
  - スーパーカップ 1試合0得点
- 2022年
  - スーパーカップ 1試合0得点

| 国際大会個人成績 | 国際大会個人成績 | 国際大会個人成績 | 国際大会個人成績 | 国際大会個人成績 | FIFA      | FIFA      |
| 年度             | クラブ           | 背番号           | 出場             | 得点             | 出場      | 得点      |
| AFC              | AFC              | AFC              | ACL              | ACL              | クラブW杯 | クラブW杯 |
| ---------------- | ---------------- | ---------------- | ---------------- | ---------------- | --------- | --------- |
| 2010             | 広島             | 21               | 5                | 0                | -         | -         |
| 2012             | 広島             | 1                | -                | -                | 3         | 0         |
| 2013             | 広島             | 1                | 5                | 0                | -         | -         |
| 2015             | 浦和             | 1                | 5                | 0                | -         | -         |
| 2016             | 浦和             | 1                | 8                | 0                | -         | -         |
| 2017             | 浦和             | 1                | 13               | 0                | 2         | 0         |
| 2019             | 浦和             | 1                | 13               | 0                | -         | -         |
| 2022             | 浦和             | 1                | 7                | 0                | -         | -         |
| 2023/24          | 浦和             | 1                | 6                | 0                | 3         | 0         |
| 通算             | AFC              | AFC              | 62               | 0                | 8         | 0         |

その他の国際公式戦
- 2009年
  - パンパシフィックチャンピオンシップ 2試合0得点
  - スルガ銀行チャンピオンシップ 1試合0得点
- 2023年
  - AFCチャンピオンズリーグ2023/24・プレーオフ 1試合0得点

## タイトル

### クラブ
大分トリニータ
- Jリーグカップ：1回（2008年）

サンフレッチェ広島
- J1リーグ：2回（2012年、2013年）
- FUJI XEROX SUPER CUP：1回（2013年）

浦和レッズ
- J1リーグ 1stステージ：1回（2015年）
- J1リーグ 2ndステージ：1回（2016年）
- Jリーグカップ：1回（2016年）
- 天皇杯 JFA 全日本サッカー選手権大会：2回（2018年、2021年 ）
- FUJIFILM SUPER CUP：1回（2022年）
- AFCチャンピオンズリーグ：2回（2017年、2022年）
- スルガ銀行チャンピオンシップ：1回（2017年）

### 代表
日本代表
- AFCアジアカップ：1回（2011年）
- 東アジアカップ：1回（2013年）

### 個人
- J1リーグベストイレブン：6回（2012年、2013年、2014年、2015年、2016年、2023年）
- J1リーグ優秀選手賞：8回（2006年、2008年、2012年、2013年、2014年、2015年、2016年、2023年）
- Jリーグ優秀新人賞：（2005年）
- J1リーグフェアプレー個人賞：3回（2014年、2018年、2023年）
- J1リーグMYアウォーズ MVP：1回（2016年）
- J1リーグMYアウォーズ ベストイレブン：1回（2016年）
- J1リーグ月間MVP：3回（2013年7月、2014年7月、2015年9月）
- JPFAアワード J1ベストイレブン：1回（2023年）
- JPFAアワード 鉄人賞：1回（2023年）
- 報知プロスポーツ大賞：1回（2016年）

## 代表歴

### 出場大会
- U-18日本代表
- U-19日本代表
  - 2004年 AFCユース選手権2004
- U-20日本代表
  - 2005年 2005 FIFAワールドユース選手権
- U-21日本代表
- U-22日本代表
  - 2007年 2008年北京オリンピックのサッカー競技・アジア予選 2次・最終予選
- U-23日本代表
  - 2008年 北京オリンピック
- 日本代表
  - 2010年 東アジアサッカー選手権2010
  - 2011年 AFCアジアカップ2011
  - 2013年 FIFAコンフェデレーションズカップ2013、EAFF東アジアカップ2013
  - 2014年 2014 FIFAワールドカップ
  - 2015年 AFCアジアカップ2015
  - 2015年 EAFF東アジアカップ2015
  - 2016年 キリンカップサッカー2016
  - 2017年 2018 FIFAワールドカップ・アジア予選

### 試合数
- 国際Aマッチ 31試合0得点 (2009年-2021年)

| 日本代表 | 国際Aマッチ | 国際Aマッチ |
| 年       | 出場        | 得点        |
| -------- | ----------- | ----------- |
| 2009     | 1           | 0           |
| 2010     | 2           | 0           |
| 2011     | 4           | 0           |
| 2012     | 1           | 0           |
| 2013     | 4           | 0           |
| 2014     | 3           | 0           |
| 2015     | 8           | 0           |
| 2016     | 8           | 0           |
| 2017     | 0           | 0           |
| 2021     | 0           | 0           |
| 通算     | 31          | 0           |

### 出場
| No. | 開催日         | 開催都市     | スタジアム                         | 対戦国                   | 結果 | 監督           | 大会                                                           |
| --- | -------------- | ------------ | ---------------------------------- | ------------------------ | ---- | -------------- | -------------------------------------------------------------- |
| 1.  | 2009年10月8日  | 静岡         | アウトソーシングスタジアム日本平   | 香港                     | ○6-0 | 岡田武史       | AFCアジアカップカタール予選                                    |
| 2.  | 2010年10月8日  | さいたま     | 埼玉スタジアム2002                 | アルゼンチン             | ○1-0 | ザッケローニ   | キリンチャレンジカップ2010                                     |
| 3.  | 2010年10月12日 | ソウル       | ソウルワールドカップスタジアム     | 韓国                     | △0-0 | ザッケローニ   | 国際親善試合                                                   |
| 4.  | 2011年1月13日  | ドーハ       | カタールSCスタジアム               | シリア                   | ○2-1 | ザッケローニ   | AFCアジアカップ2011                                            |
| 5.  | 2011年1月17日  | アルライヤン | アフメド・ビン＝アリー・スタジアム | サウジアラビア           | ○5-0 | ザッケローニ   | AFCアジアカップ2011                                            |
| 6.  | 2011年10月7日  | 神戸         | ホームズスタジアム神戸             | ベトナム                 | ○1-0 | ザッケローニ   | キリンチャレンジカップ2011                                     |
| 7.  | 2011年11月15日 | 平壌         | 金日成競技場                       | 朝鮮民主主義人民共和国   | ●0-1 | ザッケローニ   | 2014 FIFAワールドカップ・アジア3次予選                         |
| 8.  | 2012年2月24日  | 大阪         | 大阪長居スタジアム                 | アイスランド             | ○3-1 | ザッケローニ   | キリンチャレンジカップ2012                                     |
| 9.  | 2013年7月21日  | ソウル       | ソウルワールドカップスタジアム     | 中国                     | △3-3 | ザッケローニ   | EAFF東アジアカップ2013                                         |
| 10. | 2013年7月28日  | ソウル       | 蚕室総合運動場                     | 韓国                     | ○2-1 | ザッケローニ   | EAFF東アジアカップ2013                                         |
| 11. | 2013年9月6日   | 大阪         | 大阪長居スタジアム                 | グアテマラ               | ○3-0 | ザッケローニ   | キリンチャレンジカップ2013                                     |
| 12. | 2013年11月16日 | ヘンク       | クリスタル・アレナ                 | オランダ                 | △2-2 | ザッケローニ   | 国際親善試合                                                   |
| 13. | 2014年6月6日   | タンパ       | レイモンド・ジェームス・スタジアム | ザンビア                 | ○4-3 | ザッケローニ   | 国際親善試合                                                   |
| 14. | 2014年10月10日 | 新潟         | デンカビックスワンスタジアム       | ジャマイカ               | ○1-0 | アギーレ       | キリンチャレンジカップ2014                                     |
| 15. | 2014年11月14日 | 豊田         | 豊田スタジアム                     | ホンジュラス             | ○6-0 | アギーレ       | キリンチャレンジカップ2014                                     |
| 16. | 2015年8月2日   | 武漢         | 武漢体育中心                       | 朝鮮民主主義人民共和国   | ●1-2 | ハリルホジッチ | EAFF東アジアカップ2015                                         |
| 17. | 2015年8月5日   | 武漢         | 武漢体育中心                       | 韓国                     | △1-1 | ハリルホジッチ | EAFF東アジアカップ2015                                         |
| 18. | 2015年9月3日   | さいたま     | 埼玉スタジアム2002                 | カンボジア               | ○3-0 | ハリルホジッチ | 2018 FIFAワールドカップ・アジア2次予選兼AFCアジアカップUAE予選 |
| 19. | 2015年9月8日   | テヘラン     | アザディスタジアム                 | アフガニスタン           | ○6-0 | ハリルホジッチ | 2018 FIFAワールドカップ・アジア2次予選兼AFCアジアカップUAE予選 |
| 20. | 2015年10月8日  | マスカット   | シーブ・スタジアム                 | シリア                   | ○3-0 | ハリルホジッチ | 2018 FIFAワールドカップ・アジア2次予選兼AFCアジアカップUAE予選 |
| 21. | 2015年10月13日 | テヘラン     | アザディスタジアム                 | イラン                   | △1-1 | ハリルホジッチ | 国際親善試合                                                   |
| 22. | 2015年11月12日 | カラン       | シンガポール国立競技場             | シンガポール             | ○3-0 | ハリルホジッチ | 2018 FIFAワールドカップ・アジア2次予選兼AFCアジアカップUAE予選 |
| 23. | 2015年11月17日 | プノンペン   | プノンペンナショナルスタジアム     | カンボジア               | ○2-0 | ハリルホジッチ | 2018 FIFAワールドカップ・アジア2次予選兼AFCアジアカップUAE予選 |
| 24. | 2016年3月29日  | さいたま     | 埼玉スタジアム2002                 | シリア                   | ○5-0 | ハリルホジッチ | 2018 FIFAワールドカップ・アジア2次予選兼AFCアジアカップUAE予選 |
| 25. | 2016年6月7日   | 大阪         | 市立吹田サッカースタジアム         | ボスニア・ヘルツェゴビナ | ●1-2 | ハリルホジッチ | キリンカップサッカー2016                                       |
| 26. | 2016年9月1日   | さいたま     | 埼玉スタジアム2002                 | アラブ首長国連邦         | ●1-2 | ハリルホジッチ | 2018 FIFAワールドカップ・アジア最終予選                        |
| 27. | 2016年9月6日   | バンコク     | ラジャマンガラ・スタジアム         | タイ                     | ○2-0 | ハリルホジッチ | 2018 FIFAワールドカップ・アジア最終予選                        |
| 28. | 2016年10月6日  | さいたま     | 埼玉スタジアム2002                 | イラク                   | ○2-1 | ハリルホジッチ | 2018 FIFAワールドカップ・アジア最終予選                        |
| 29. | 2016年10月11日 | メルボルン   | ドックランズ・スタジアム           | オーストラリア           | △1-1 | ハリルホジッチ | 2018 FIFAワールドカップ・アジア最終予選                        |
| 30. | 2016年11月11日 | 茨城         | 茨城県立カシマサッカースタジアム   | オマーン                 | ○4-0 | ハリルホジッチ | キリンチャレンジカップ2016                                     |
| 31. | 2016年11月15日 | さいたま     | 埼玉スタジアム2002                 | サウジアラビア           | ○2-1 | ハリルホジッチ | 2018 FIFAワールドカップ・アジア最終予選                        |